# Noa-Dihing
Der Noa-Dihing ist ein linker Nebenfluss des Lohit in den indischen Bundesstaaten Arunachal Pradesh und Assam.
Der Noa-Dihing entspringt an der Grenze zu Myanmar an der Nahtstelle zwischen Patkai-Gebirge im Süden und Kachin-Bergland, einem östlichen Ausläufer des Himalaya, im Norden. Von dort fließt er in überwiegend westnordwestlicher Richtung durch den Changlang-Distrikt und den neu geschaffenen Distrikt Namsai. Er durchfließt den Namdapha-Nationalpark. Unweit seinem rechten Flussufer liegt die Stadt Namsai. Er überquert die Grenze zu Assam und mündet in den Lohit. 
Der Noa-Dihing hat eine Länge von zirka 200 km.